# Caribenautas
Caribenautas es el segundo álbum de estudio de la banda dominicana Aljadaqui.
Fue lanzado el 9 de febrero de 2004 en un concierto de la banda en el Maunaloa Gran Club & Casino.
La balada/rock "Ganas De Amar" fue escogida como tema principal del reality show El Amor De Tu Vida.

## Lista de canciones
- 1. La Fiebre
- 2. Se Me Va la Vida
- 3. Si la Noche
- 4. Ganas de Amar
- 5. Guaguancó
- 6. Ahora No Estás
- 7. Goza
- 8. En el Cielo
- 9. No Me Quiero Casar
- 10. Lo Puedes Jurar
- 11. Volar
- 12. Por Ella

- Datos: Q5749204